# Aoplus personatus
Aoplus personatus là một loài tò vò trong họ Ichneumonidae.